# Канський замок

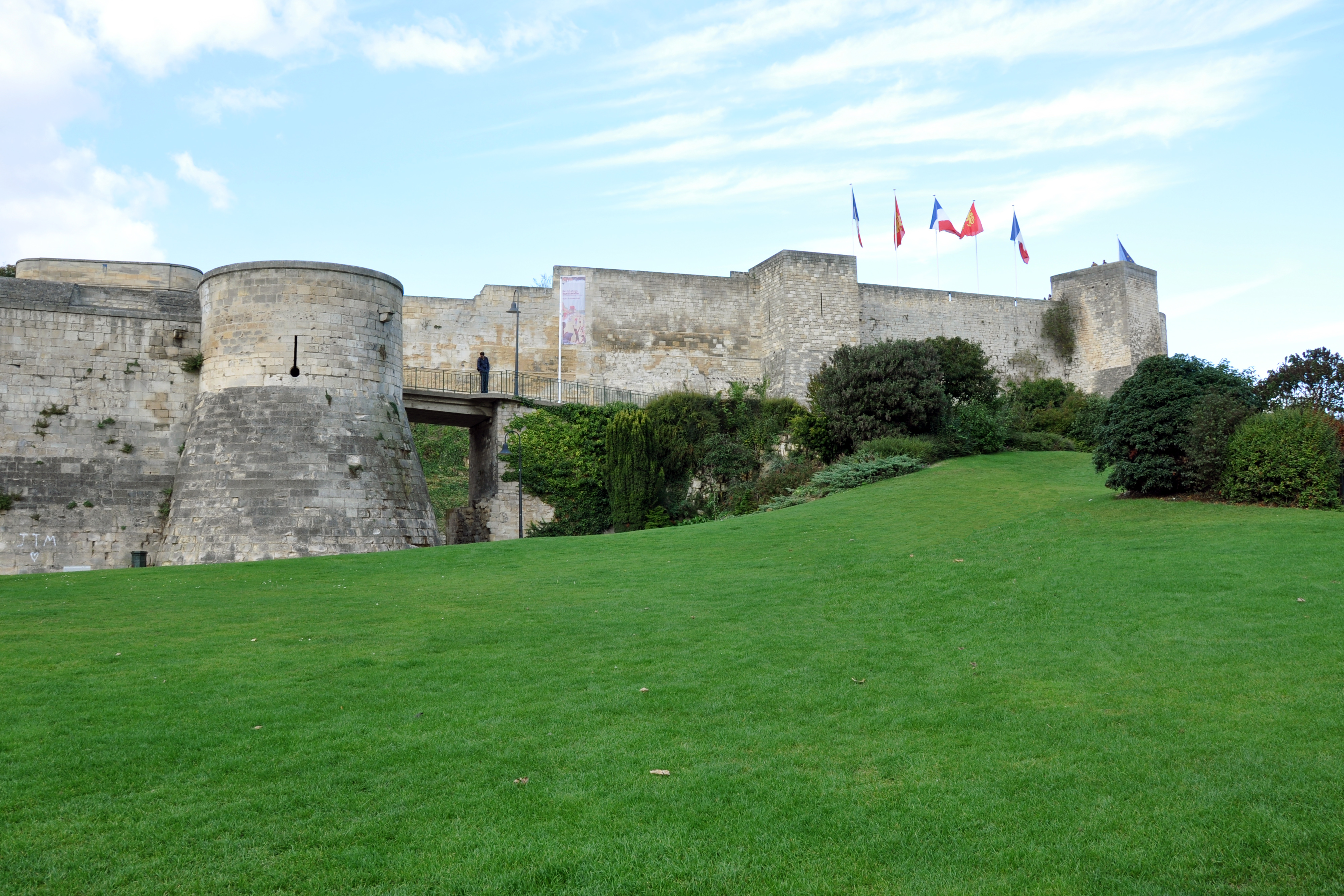
Канський замок

Канський замок — середньовічна фортеця в центрі французького міста Кан (Нижня Нормандія). Заснований Вільгельмом Завойовником близько 1060 року. У 1886 році включений до списку історичних пам'яток.

## Історія
Замок заснований Вільгельмом Завойовником на пагорбі у центральній частині сучасного Кана близько 1060 року. Його син Генріх I збудував у замку донжон та церкву св. Георгія. Всі будівлі у фортеці, а також стіни будувалися з канського каменю, який добувався тут же, у каменоломнях під пагорбом.

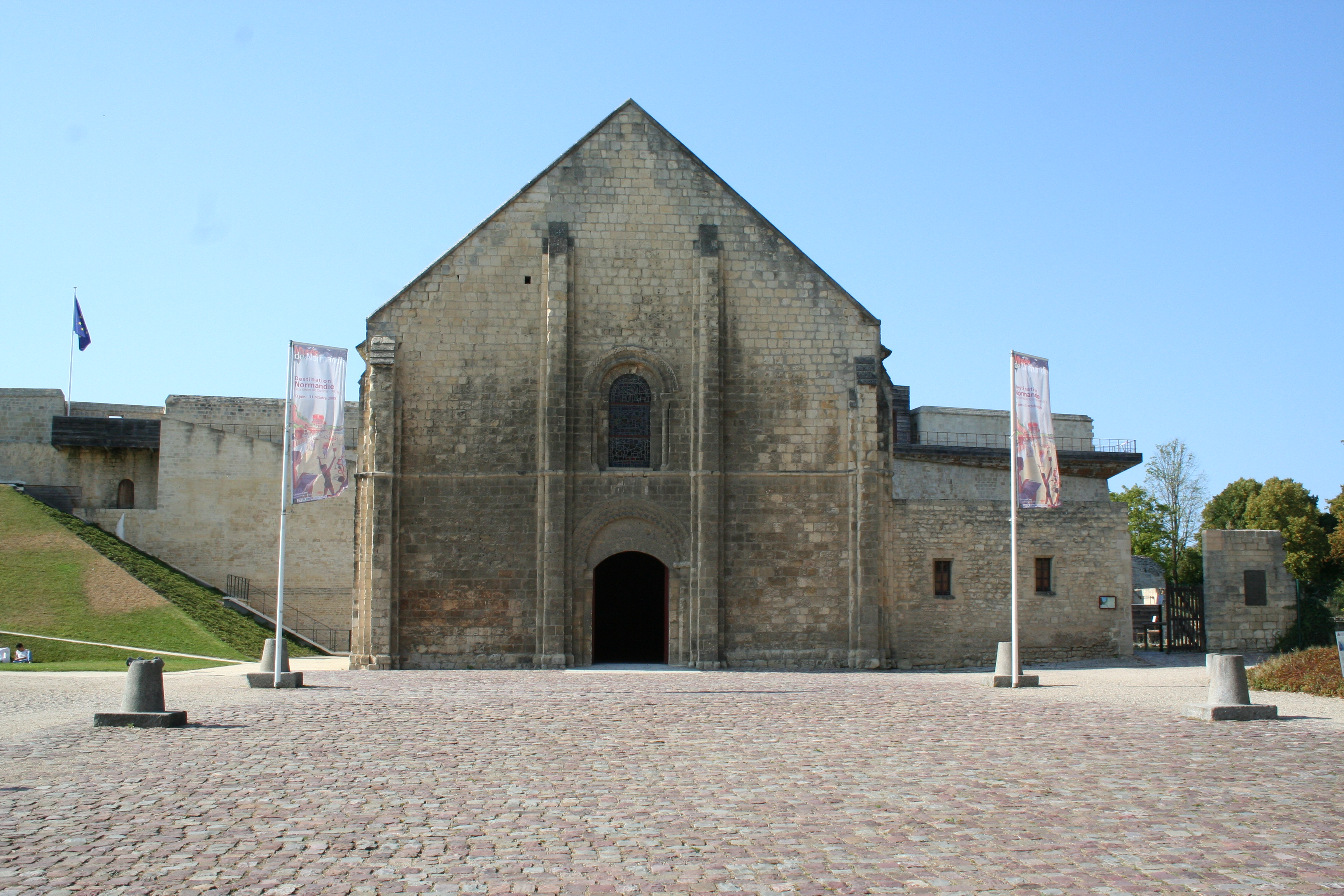
Казначейство (XII століття)

У 1204 році Кан разом з усією Нормандією перейшов під владу французької корони. За часів Філіппа Августа були проведені суттєві фортифікаційні роботи, які перетворили Канський замок на потужну, добре укріплену фортецю. У період Столітньої війни Канський замок кілька разів був під облогою і захоплювався, в 1346 році його захопили англійці незадовго до битви при Кресі. В 1417 році Кан ще раз був взятий англійською армією під командуванням короля Генріха V. На фінальному етапі війни 1450 року був зайнятий французами.
Під час Французької революції замок використовувався революціонерами як в'язниця. За наказом революційного командування було зруйновано донжон замку. Після революції фортеця використовувалася як військова в'язниця та казарма.
У 1944 році під час битви за Кан будівлі фортеці було завдано істотних збитків, зокрема були серйозно пошкоджені церква св. Георгія, казначейство, палац губернаторів. Декілька будівель було зруйновано повністю. Після закінчення війни у замку проведено масштабні реставраційні роботи.

## Споруди

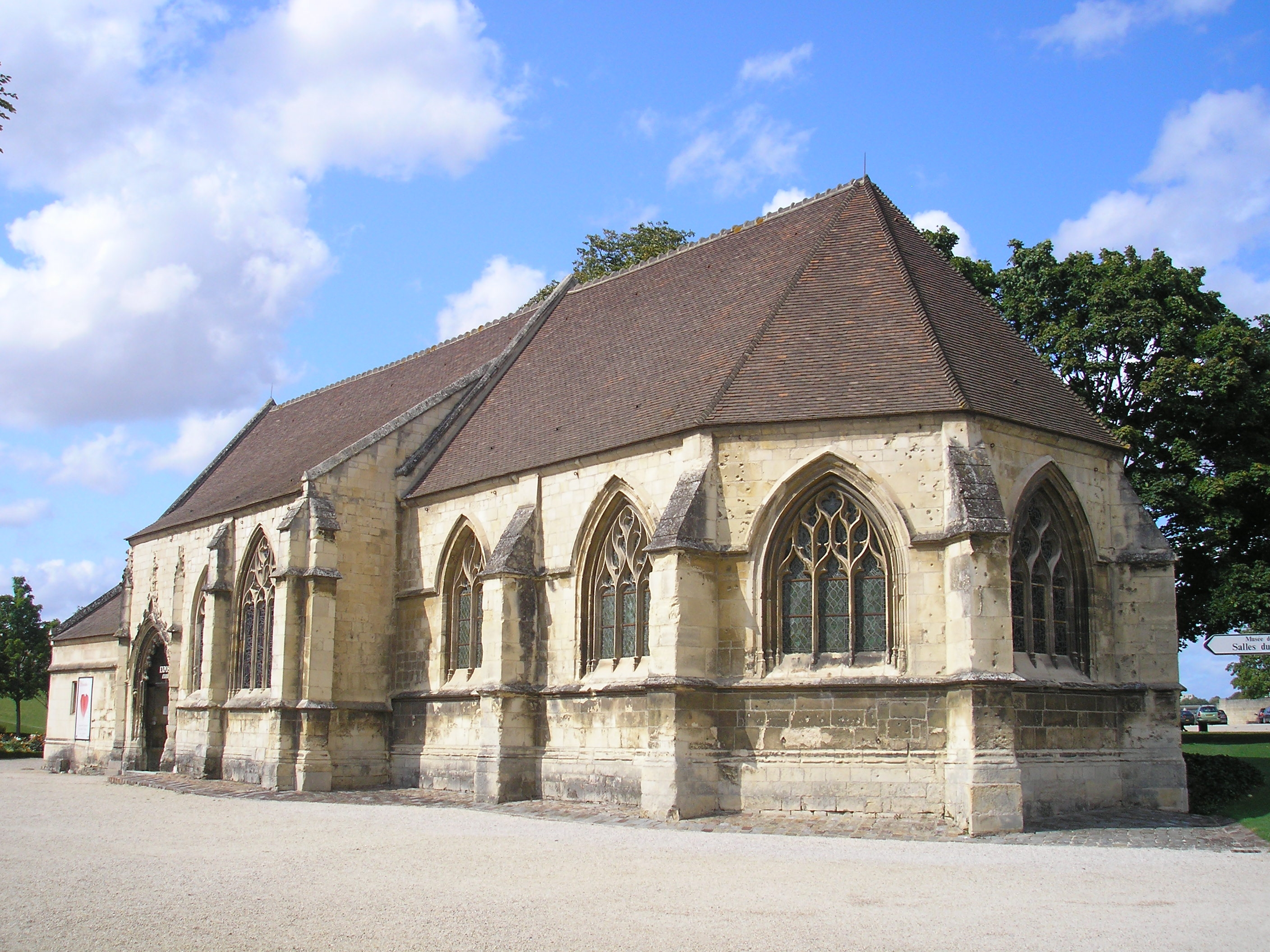
Церква Святого Георгія

- Церква Святого Георгія (близько 1100, перебудована в XVI столітті).
- Казначейство (l'Echiquier, початок XII століття).
- Палац губернаторів (Le Logis des Gouverneurs). Побудований в 1338 році, в XV і XVII століттях піддавався істотним перебудов. З 1963 року у будівлі розташований музей Нормандії.
- Донжон. Був збудований на початку XII століття і зруйнований у 1783 році. Зберігся фундамент.
- Музей образотворчих мистецтв. Сучасна будівля збудована у 1971 році на місці повністю зруйнованого під час війни.
- Фортечні мури. Мури фортеці переважно споруджено XV столітті, збереглися ділянки XII століття. У фортецю ведуть дві брами: брама Сен-П'єр (Porte Saint-Pierre) на півдні та брама Дешан (Porte des Champs) на північному сході. І ті й інші брами укріплені барбаканами. Доступ на мури дозволено, з них відкривається мальовничий краєвид на Кан.

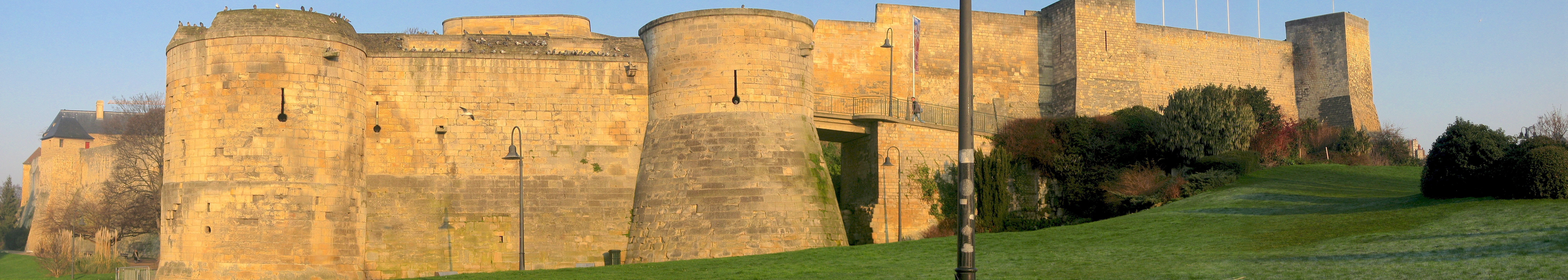
Панорама замку